# Tiliqua multifasciata
Espèce
Synonymes
- Tiliqua occipitalis multifasciata Sternfeld, 1919
- Tiliqua occipitalis nossiteri Glauert, 1923
- Tiliqua occipitalis uriculare Kinghorn, 1931

Tiliqua multifasciata est une espèce de sauriens de la famille des Scincidae.

## Répartition
Cette espèce est endémique d'Australie. Elle se rencontre en Australie-Occidentale, dans le Territoire du Nord, au Queensland et en Australie-Méridionale.

## Publication originale
- Sternfeld, 1919 : Neue Schlangen und Echsen aus Zentralaustralien. Senckenbergiana, vol. 1, p. 76-83 (texte intégral).